# 奧希爾采韋
50°17′47″N 36°50′24″E / 50.29639°N 36.84000°E

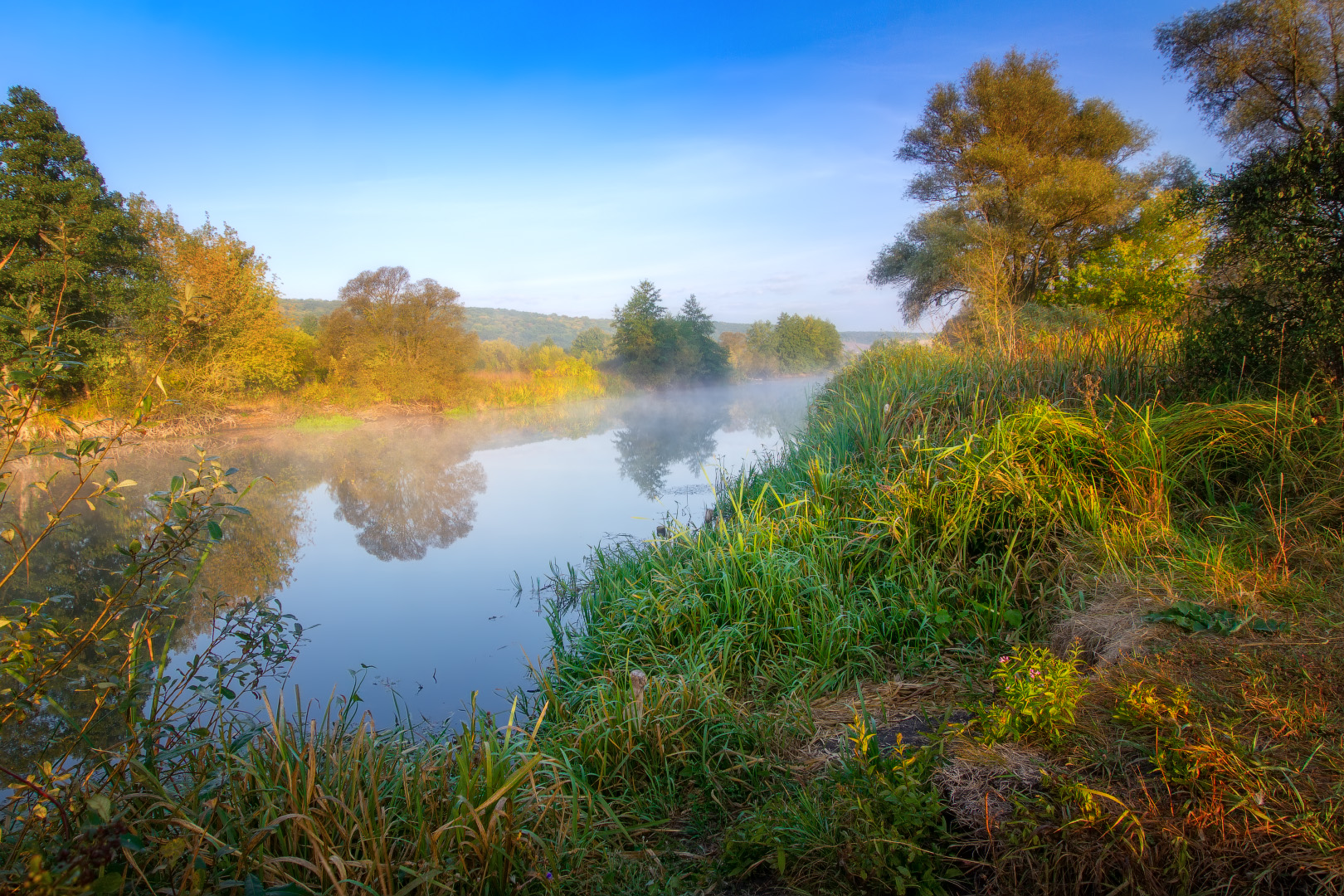
早上北頓涅茨河畔的风景

奧希爾采韋（羅馬化：Ohirtseve）是位於烏克蘭東部哈爾科夫州丘胡伊夫区沃夫昌斯克市鎮的村莊。該村始建於1660年，面積0.91平方公里，海拔高度132米，2001年人口234，人口密度每平方公里256.3人。目前被俄罗斯占领。

## 外部鏈接
- Погода в селі Огірцеве （页面存档备份，存于）